# Južni Dilj
Južni Dilj este o arie protejată (sit de importanță comunitară — SCI) din Croația întinsă pe o suprafață de 152,92 ha, integral pe uscat.

## Localizare
Centrul sitului Južni Dilj este situat la coordonatele 45°14′01″N 17°56′41″E / 45.233697°N 17.944669°E.

## Înființare
Situl Južni Dilj a fost declarat sit de importanță comunitară în iulie 2013 pentru a proteja un număr necunoscut de specii din flora spontană și fauna sălbatică aflate în arealul zonei.

## Biodiversitate
Situată în ecoregiunea continentală, aria protejată conține 1 habitat natural: Păduri panonice cu Quercus pubescens.
La baza desemnării sitului se află un număr nedeclarat de specii protejate.